# Протестантска радна етика
Протестантска, калвинистичка или пуританска радна етика концепт је радне етике у теологији, социлологији, економији и историји која истиче да су напоран рад, дисциплина и штедљивост исход спасења особе у протестантској вери, а нарочито у калвинизму. За разлику од тога, у католичкој традицији фокус је на присуству религије, исповести и церемонији свете тајне.
Протестантској радној етици често се приписује заслуга за дефинисање друштва северне Европе, у Скандинавији, Летонији, Естонији, Холандији, Немачкој, Швајцарској. Германски народи који су имигрирали донели су протестантску радну етику у САД.
Фразу је први сковао Макс Вебер (1904/05) године у својој књизи Протестантска етика и дух капитализма.

## Основе у Протестантској теологији
Протестанти, почевши с Мартином Лутером, концепирали су рад као дужност која је значајна и појединцу и друштву у целини. Католичка идеја добрих дела претворена је у обавезу да се доследно марљиво ради као знак милости. По католичком учењу сматра се да су добра дела неопходна за католике као манифестација њихове вере, а вера је без тих дела мртва и оскудна. Калвинистички теолози су сматрали да само они који су предодређени (калвинистички концепт дупле предодређености) да буду спашени, могу да буду спашени.
Узевши у обзир да је немогуће знати ко је предодређен, развило се мишљење да је могуће изабрати такву особу посматрајући њен начин живота. Вредан рад и штедљивост сматрани су за два најважнија аспекта личности предодређене особе. Протестанти су били примамљени овим квалитетима и тежили су њиховом достизању.

## Америчка политичка историја
Писац Френк Чодоров тврдио је да је протестантска етика дуго сматрана неопходном за америчке политичке личности:
„Била су времена у Сједињеним Америчким Државама када је кандидат за јавне дужности могао да се квалификује са бирачког тела само фиксирањем свог родног места у или у близини ’брвнаре’. Он је можда стекао компетентност, или чак богатство, али је тад била традиција да мора да буде рођен у сиромашној породици и да се попео на високу лествицу захваљујући способностима, самопоуздањем и истрајношћу у тешкимм временима. Најкраће речено морао је све ’сам да створи’. У такозваној протестантској етици преовладава да је тај човек био снажан и одговоран, одговарао је за себе, своје друштво и Бога. Свако ко није довољно добар за тај стандард, не може се квалификовати за јавне дужности и не може имати поштовање јавности. Оном ко је рођен са ’сребрном кашиком у устима’ могу да завиде на томе, али он није могао да тежи јавним похвалама, морао је да живи живот у изолацији од своје класе.”

## Подршка
Дошло је до ревитализације Веберовог учења, као и учења Лоренса Харисона, Самјуела Хантингтона и Дејвида Ландса. У чланку Њујорк тајмса објављеног 8. јуна 2003, Најл Фергусон је истакао да подаци из Организације за економску сарадњу и развој указују на то да искуство западне Европе последњих деценија пружа неочекивану потврду протестантске етике. Ово је тријумф секуларизације у Западној Европи и истовремени распад протестантизма и његове јединствене етике.
Уобичајена је појава да они у протестантској култури прескачу ручак или ручају уз обављање свог посла. За разлику од протестаната, у католичкој култури је заступљена сијеста, док у неоконфучијанским културама у Кини, Кореји и Јапану заступљена двочасовна пауза за ручак. Поједине земље, попут Шпаније, пробале су да забране сијесту за време ручка како би се прилагодиле протестантској радној етици. Надале су се да ће тако смањити финансијски дуг вредним радом и ефикасним радницима. У Италији многе радње остају отворене и за време сијесте, док у Кини компаније подстичу раднике да се одрекну својих традиционалних пауза за ручак.

## Критика
Аустријски економиста Јозеф Шумпетер тврди да је капитализам настао у Италији у 14. веку, а не у протенстантским деловима Европе. Остали фактори који су развили европску тржишну привреду обухватају јачање права на имовину и смањивање трансакционих трошкова са опадањем феудализма и повећањем редовних плата у периоду епидемије бубонске куге.
Бекер и Весман, на Универзитету у Менхену, написали су дискусију описујући алтернативну теорију. Разлике у писмености између протестаната и католика довољно објашњавају економски јаз међу њима. Наводе и да, између Лутера и Пруске, због ограничења количине стопних података о овом периоду се само може дискутовати.